# Horst Niesters
Horst Niesters (* 21. April 1937 in Köln; † 16. Oktober 2009 in Schmallenberg) war ein deutscher Wildfotograf, Umweltschützer und Falkner.

## Erfolge als Fotograf
Bereits 1956 als junger Fotograf hatten seine Aufnahmen einen Standard erreicht, sodass führende Zeitschriften und Magazine seine Bilder druckten. Er gestaltete über 40 Jagd- und Naturkalender, die weltweit vertrieben wurden.
Er veröffentlichte ca. 5.000 Fotos und wirkte bei der Gestaltung von 51 Büchern und vielen Naturfilmen mit. Er fertigte über 450.000 Aufnahmen und bereiste fast alle Kontinente dieser Erde.
Er holte bei Fotowettbewerben Gold-, Silber- und Bronzemedaillen. Seine Bilder waren u. a. auf Ausstellungen in New York, Paris, Toronto, London, Mamia, München, Buenos Aires, Dakar, Kairo, Monaco, Moskau, Kapstadt, Marrakesch, Innsbruck, Prag und Florenz zu sehen.
Namhafte Persönlichkeiten aus Politik und Wirtschaft übernahmen Schirmherrschaften über seine Ausstellungen, so
- Prinz Rainer von Monaco,
- Prinz Bernhard der Niederlande,
- König Hassan II. von Marokko,
- Zayid bin Sultan Al Nahyan, Staatspräsident der Vereinigten Arabischen Emirate,
- Fürstin Maria Stolberg zu Wernigerode
- die Bundespräsidenten Walter Scheel, Karl Carstens und Roman Herzog
- die Bundestagspräsidenten Eugen Gerstenmaier und Rita Süssmuth
- die Bundeskanzler Helmut Schmidt und Helmut Kohl
- die Außenminister Hans-Dietrich Genscher und Klaus Kinkel
- der Bundeswirtschaftsminister Jürgen Möllemann
- die Bundeslandwirtschaftsminister Josef Ertl und Ignaz Kiechle
- die Ministerpräsidenten Franz Josef Strauß und Lothar Späth
- der NATO-Generalsekretär Manfred Wörner,
- der ägyptische Minister für Tourismus Fouad Sultan
- die US-Botschafter Richard Burt, Vernon A. Walters, Robert M. Kimmitt, Richard Holbrooke, Charles E. Redman,
- der Tierfilmer Heinz Sielmann

Für seine außergewöhnlichen Leistungen auf dem Gebiet der Natur- und Wildfotografie wurde er berufenes Mitglied der Deutschen Gesellschaft für Photographie (DGPh), Association Sportive de la Chasse Photographique Francaise (ASCF), Royal Photographic Society of Great Britain (RPS) und Gesellschaft Deutscher Tierfotografen (GDT) (Ehrenmitglied). Ihm wurden die goldene Verdienstnadel und die große Verdienstmedaille des Deutschen Jagdschutzverbandes verliehen.
Er war der offizielle Fotograf des Internationalen Jagdrates zur Erhaltung des Wildes und der Jagd -CIC-, dem 81 Nationen angeschlossen sind. 1998 wurde ihm in Prag auf der Generalversammlung des CIC der Literaturpreis verliehen und 2003 in Helsinki erhielt er die höchste Auszeichnung des CIC die Ehrennadel und die Goldmedaille für sein Lebenswerk. Im Jahre 2006 erhielt er vom Orden Alexander der Große, New York, den „Pour le Mérite“ für Kunst und Wissenschaft. Über 1000 Fotografen besuchten seine Fotoseminare oder begleiteten ihn auf Foto-Reisen weltweit.

## Leben und Werk
Als gelernter Konditor erkannte Niesters in den 1960er Jahren den Vermarktungswert der „Vögel der Könige“. Im Jahre 1967 wurde Niesters von Guillermo Staudt gebeten, in seinem geplanten Wildpark Hellenthal eine mittlerweile weit über Deutschland hinaus bekannte Greifvogelstation zu bauen. Dort gelang ihm weltweit als erstem die Zucht des Weißkopfseeadlers, des amerikanischen Wappenvogels. Wovon 1982 ein gezüchtetes Paar dem damaligen Präsidenten der USA Ronald Reagan als Gastgeschenk der Bundesrepublik Deutschland überreicht wurde. Sein Zuchterfolg wurde in einem persönlichen Schreiben von den U.S. Präsidenten Ronald Reagan und George Bush als völkerverbindende Arbeit gewertet. Heute werden in Hellenthal zahlreiche vom Aussterben bedrohte Arten nachgezüchtet.
Durch seine Aktivitäten wurde der Wildpark weit über die Grenzen Deutschlands hinaus bekannt. Den Deutschen Falkenorden, den ältesten und bekanntesten Zusammenschluss der deutschen Falkner, verließ Niesters, da kommerzielle Flugvorführungen zum damaligen Zeitpunkt nicht mit den Statuten des Ordens konform gingen. Die Absicht des argentinischen Eigentümers des Wildgeheges, sich von seinem Park zu trennen, nutzte Niesters 1977 dazu, dieses Objekt an einen arabischen Kaufmann zu vermitteln. Dieser war bis 1996 Eigentümer von Wildpark und Greifvogelstation. Aufgrund dieser langjährigen Zusammenarbeit entwickelte sich eine attraktive Beziehung in die Arabischen Emirate, ohne dass sich zwangsläufig Probleme mit den Artenschutzgesetzen in Deutschland ergaben.
Mehrere Fernsehserien wurden unter seiner Beratung gedreht. Darunter „Im Jagdrevier“, „Lautlose Jagd“, „Ein Jagdtag mit dem Kurfürst Clemens August“ und „Kronen, Könner, Kavaliere“.
Über 40 Fernsehreportagen, ca. 200 Rundfunksendungen und 1.600 Pressepublikationen berichteten über seine Arbeit.
Sein Engagement in Natur- und Artenschutz fand die größte Anerkennung. Neben Auszeichnungen, wie der Ehrenmitgliedschaft in der Akademischen Jagdverbindung Hubertia Aachen, des Deutschen Wildgehegeverbandes, dem Bund Deutscher Falkner und der Ernennung zum Oberfalkenmeister erfuhr der Falkner Horst Niesters seine größte Anerkennung durch die Verleihung des „Goldenen Dolches“ vom Staatspräsidenten der Vereinigten Arabischen Emirate Sheikh Zayed bin Sultan al Nahayan anlässlich des Weltkongresses über Falknerei in Abu Dhabi 1976.
Für den Bundeswirtschaftsminister gestaltete er die deutsche Kulturwoche mit dem Thema „1000 Jahre Falknerei“. Es folgten zahlreiche Ausstellungen und Präsentationen für die Deutsch-Arabische-Gesellschaft, den Asil-Cup, den Internationalen Jagdrat zur Erhaltung des Wildes CIC, den Deutschen Jagdschutzverband, die Schutzgemeinschaft Deutsches Wild, den Bund für Natur- und Artenschutz, Deutsches Jagd- und Fischereimuseum München, Naturkundemuseum König Bonn, Internationale Ausstellung Wildtier und Umwelt Nürnberg – um nur einige zu nennen.
Internationale Anerkennung fand seine Ausstellung zum Thema Falknerei 2000 in Berlin, die einen weltumspannenden Einblick in eines der ältesten jagdlichen Kulturgüter gab. Er war Wegbereiter für die Anerkennung der Falknerei als Weltkulturerbe durch die UNESCO im Jahre 2010.
Er überarbeitete das wohl bekannteste deutsche Falknerbuch von Renz Waller „Der wilde Falk ist mein Gesell“ (erstmals veröffentlicht 1936) und illustrierte in der Neuauflage das wohl älteste Falknereibuch aus dem 8. Jahrhundert „Die Beizvögel“ von Kalif Al-Gitrif. Auch in dem Buch „Die Jagd“, welches in zehn Sprachen aufgelegt wurde behandelte er die Beiträge zum Thema Falknerei und die Jagd mit der Kamera. Zahlreiche Publikationen in Büchern und Magazinen stammen aus seiner Feder. Seine Fachvorträge waren international gefragt.
Niesters starb im Oktober 2009 in einer Rehaklinik im Sauerland, in der er sich seit längerer Zeit von einer Herzoperation erholte. Niesters hinterlässt eine Frau und zwei Kinder.

## Öffentliche Wirkung und Ehrungen
Niesters verstand es brillant, seine Person ins Rampenlicht von Publikationen zu stellen. So wurde er u. a. vom Bund Deutscher Falkner zum Ehrenmitglied und Falknermeister ernannt.
Die Erhaltung der Greifvogelstation in Hellenthal war für Niesters eine Lebensaufgabe, zu der er sich berufen fühlte. Dabei sind seine Erfolge mit Greifvogelzucht und den Flugshows unbestritten. Viele Natur- und Tierschutzverbände ehrten ihn oder ernannten ihn zum Ehrenmitglied. Niesters erreichte es, in vier Jahrzehnten regelmäßig ins Beiprogramm für Staatsbesuche aufgenommen zu werden.
Für seine Verdienste um die Falknerei wurde Niesters vielfach geehrt, z. B. durch die Verleihung des „Goldenen Dolches“ anlässlich des Weltkongresses über Falknerei in Abu Dhabi 1976. Seine Vorträge und Publikationen erreichten höchsten Standard (z. B. 1.000 Jahre Falknerei). Viele Staatsmänner und Persönlichkeiten empfingen Niesters, u. a. Ronald Reagan, Michail Gorbatschow und George H. W. Bush.